# Jean-Claude Richard de Saint-Non
Jean-Claude Richard de Saint-Non, meglio noto come Abate di Saint-Non, o Abbé de Saint-Non (Parigi, 1727 – 25 novembre 1791), è stato un incisore, disegnatore, umanista, nonché archeologo, mecenate e viaggiatore francese.

## Biografia
Egli fu destinato dalla famiglia alla vita religiosa e per questa ragione nel 1749 poté anche entrare nel parlamento di Parigi.
Per la sua opposizione alla bolla Unigenitus fu esiliato a Poitiers.
Tra il 1759 e il 1761 visitò l'Inghilterra e successivamente l'Italia, rimanendo particolarmente impressionato dal Sud Italia, soprattutto dalla Calabria e dalla Sicilia. Scrisse un'opera enciclopedica illustrata da lui stesso intitolata Voyage pittoresque ou Description des Royaumes de Naples et de Sicile, dove riporta resoconti e impressioni da lui raccolte tra il 1781 e il 1786. Questa sua opera è stata illustrata con disegni dei migliori artisti, tra cui Jean Duplessis-Bertaux, in parte riprodotti proprio dallo stesso Saint-Non.
Un suo ritratto, opera del suo amico Jean-Honoré Fragonard, è conservato al Museo del Louvre.

## Opere
- Jean Claude Richard De Saint-Non, Viaggio Pittoresco, a cura di Raffaele Gaetano, Soveria Mannelli, Rubbettino 2009, ISBN 9788849824162.
- Jean Claude Richard de Saint-Non, Voyage pittoresque à Naples et en Sicile. 1, Dufour & C; Chaillou-Potrelle, 1829.
- Jean Claude Richard de Saint-Non, Voyage pittoresque à Naples et en Sicile. 2, Dufour & C; Chaillou-Potrelle, 1829.
- Jean Claude Richard de Saint-Non, Voyage pittoresque à Naples et en Sicile. 3, Dufour & C; Chaillou-Potrelle, 1829.
- Jean Claude Richard de Saint-Non, Voyage pittoresque à Naples et en Sicile. 4, Dufour & C; Chaillou-Potrelle, 1829.
- Jean Claude Richard de Saint-Non, Voyage pittoresque à Naples et en Sicile. 1, 1781.